# Astaena marginicollis
Astaena marginicollis är en skalbaggsart som beskrevs av Frey 1973. Astaena marginicollis ingår i släktet Astaena och familjen Melolonthidae. Inga underarter finns listade.